# Instituto Internacional do Teatro
O Instituto Internacional do Teatro (em inglês:  International Theatre Institute, em francês:  Institut International du Théâtre, ITI) é uma organização dedicada às artes cénicas. 
Fundado em Praga, na República Checa, em 1948, por profissionais do teatro, da dança e a UNESCO, atualmente o Instituto está sediado em Paris, França. 
O ITI promove as metas da UNESCO sobre a compreensão mútua e paz e defende a proteção e promoção de expressões culturais, independentemente de idade, sexo, religião ou etnia. É responsável pela organização do Dia Internacional da Dança e do Dia Mundial do Teatro, em Paris.